# 1916 Bóreas
1916 Bóreas (1953 RA) é um asteroide Amor, ou seja, é um asteroide próximo da Terra ou NEA, em seu acrônimo em inglês: Near Earth Asteroid. Ele possui uma magnitude absoluta de 14,93 e um diâmetro estimado de 3,5 quilômetros.

## História
1916 Bóreas foi descoberto em 1 de setembro de 1953 pelo astrônomo Sylvain Julien Victor Arend através do Observatório Real da Bélgica, em Uccle, Bélgica. Este asteroide foi observado por 2 meses e, em seguida, com o tempo tornou-se um asteroide perdido. O asteroide foi recuperado em 1974 por Richard Eugene McCrosky, G. Schwartz e JH Bulger com base em uma posição prevista por Brian G. Marsden. Seu nome faz referência ao deus grego do vento Bóreas.

## Características orbitais
A órbita de 1916 Bóreas tem uma excentricidade de 0,44921 e possui um semieixo maior de 2,27312 UA. O seu periélio leva o mesmo a uma distância de 1,252 UA em relação ao Sol e seu afélio a 3,2942 UA.